# Boarmia moltrechti
Boarmia moltrechti är en fjärilsart som beskrevs av Charles Oberthür 1913. Boarmia moltrechti ingår i släktet Boarmia och familjen mätare. Inga underarter finns listade i Catalogue of Life.